# توقیف کشتی
توقیف کشتی به روالی قانونی گفته می‌شود که به موجب آن یک کشتی یا کشتی دریایی مشابه می‌تواند با طی مراحل قضایی توقیف شود و در انتظار تعیین ادعاهای حال یا آینده مربوط به کشتی باشد. این کشتی به منظور تأمین ادعای دریایی توسط فرایند قضایی بازداشت شده‌است.
زمینه‌هایی که ممکن است یک کشتی توقیف شود طبق سیستم‌های قانونی کشورهای مختلف متفاوت است. اما دلایل مشترکی که ممکن است اجازه بازداشت داشته باشد شامل موارد زیر است:
- صدمه به محموله حمل شده توسط کشتی
- خسارت ناشی از برخورد با کشتی
- برای محافظت از وام دریایی بیش از کشتی
- یدک‌کشی غیرمجاز مربوط به کشتی

## کنوانسیون‌های بین‌المللی
تعدادی از کنوانسیون‌های بین‌المللی در رابطه با دستگیری کشتی‌ها طبق قانون دریایی وارد شده‌اند. آنها شامل موارد زیر هستند:
- کنوانسیون بین‌المللی توقیف کشتی‌ها (۱۹۹۹)
- کنوانسیون بین‌المللی برای اتحاد برخی از قوانین مربوط به توقیف کشتی‌های دریایی، ۱۹۵۲